# Szmulek Juszkiewicz

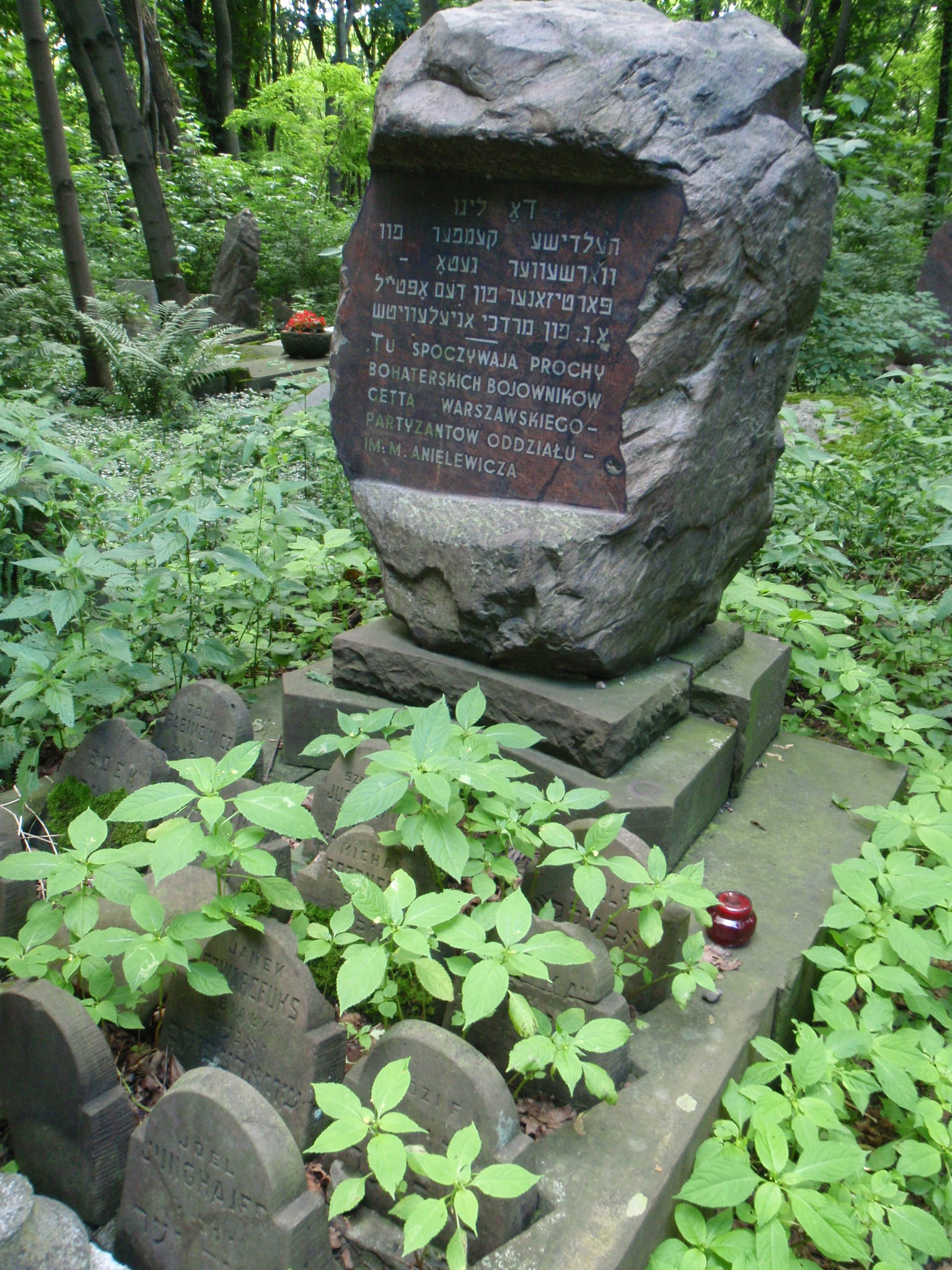
Grób Szmulka Juszkiewicza i jego towarzyszy broni na cmentarzu żydowskim w Warszawie

Szmulek Juszkiewicz (zm. 1943) – żydowski działacz ruchu oporu podczas II wojny światowej, uczestnik powstania w getcie warszawskim, partyzant oddziału Gwardii Ludowej im. Mordechaja Anielewicza.
Pochowany jest w zbiorowym grobie partyzantów GL na cmentarzu żydowskim przy ulicy Okopowej w Warszawie (kwatera 31, rząd 3, grób 5).